# Traktat z Easton
Traktat z Easton – północnoamerykańskie porozumienie kolonialne podpisane w październiku 1758 roku. Traktat został zawarty pomiędzy Brytyjskim Rządem Kolonialnym prowincji Pensylwania, a tubylczymi plemionami indiańskimi z terenów Ohio, wliczając Shawnee i Lenape, w czasie trwania francusko-indiańskiej wojny. Zgodnie z postanowieniami Indianie mieli nie walczyć po stronie Francji przeciwko Brytyjczykom, którzy w zamian za to zobowiązali się do nietworzenia nowych osad na zachód od pasma Alleghenów po zakończeniu wojny. 
Podpisanie traktatu przyczyniło się do późniejszej Proklamacji w 1763 r.